# Erwin Schrödinger
Erwin Schrödinger   (Viena, 12 d'agost de 1887 - Viena, 4 de gener de 1961) fou un físic i professor universitari austríac, famós per les seves contribucions al desenvolupament de la mecànica quàntica. Va formular l'equació d'evolució de la funció d'ones associada a un sistema de partícules coneguda com a equació de Schrödinger i per la qual fou guardonat amb el Premi Nobel de Física l'any 1933.
Schrödinger va proposar una interpretació original del significat físic de la funció d'ona i, en anys posteriors, sovint va criticar la interpretació de Copenhaguen de la mecànica quàntica (per exemple, mitjançant la paradoxa del gat de Schrödinger). També va escriure moltes obres en diversos camps de la física, incloent-hi la mecànica estadística i la termodinàmica, la física de dielèctrics, la teoria del color, l'electrodinàmica, la relativitat general i la cosmologia, a més d'intentar repetidament dissenyar una teoria de camps unificada. Al seu llibre Què és la vida?, Schrödinger va analitzar els problemes de la genètica, estudiant el fenomen de la vida des d'un punt de vista físic. Va mostrar gran interès pels aspectes filosòfics de la ciència, els conceptes filosòfics antics i orientals, l'ètica i la religió. També va escriure sobre filosofia i biologia teòrica.

## Biografia

### Infància i educació (1887-1910)

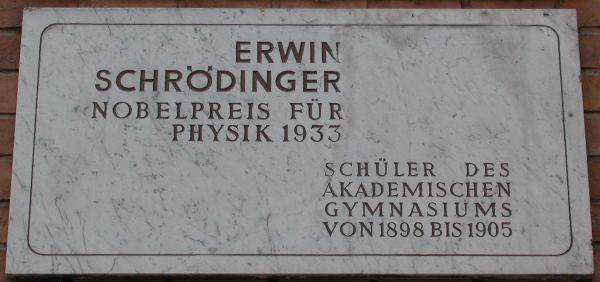
Placa commemorativa a l'edifici de l'Akademisches Gymnasium

Erwin Schrödinger va néixer el 12 d'agost de 1887 a Erdberg, avui en dia un suburbi de Viena. Era l'únic fill d'una família vienesa rica. El seu pare, Rudolf Schrödinger, era el ric propietari d'una fàbrica on es produïa hule i linòleum. Tenia un gran interès per la ciència i durant molt de temps va ocupar el càrrec de vicepresident de la Societat Botànica i Zoològica de Viena. La mare d'Erwin, Georgina Emilia Brenda, era filla del químic Alexander Bauer. Rudolf Schrödinger havia assistit a les classes magistrals del seu sogre durant els seus estudis a la Imperial i Reial Alta Escola Tècnica de Viena. El pare era catòlic, en canvi sa mare era luterana.
El medi familiar i la influència dels seus pares van fer que el jove Erwin desenvolupés una gran varietat d'interessos. Va ser educat a casa fins a l'edat d'onze anys. El 1898, va entrar a l'Akademisches Gymnasium de Viena, on va estudiar sobretot lletres. Schrödinger era un estudiant àvid i sempre era el primer de la classe. Va passar molt de temps llegint i aprenent llengües estrangeres. El fet que la seva àvia materna fos anglesa va facilitar que dominés l'anglès des de ben petit. Li encantava anar al teatre, especialment per veure les obres de Franz Grillparzer, que es representaven al Burgtheater.

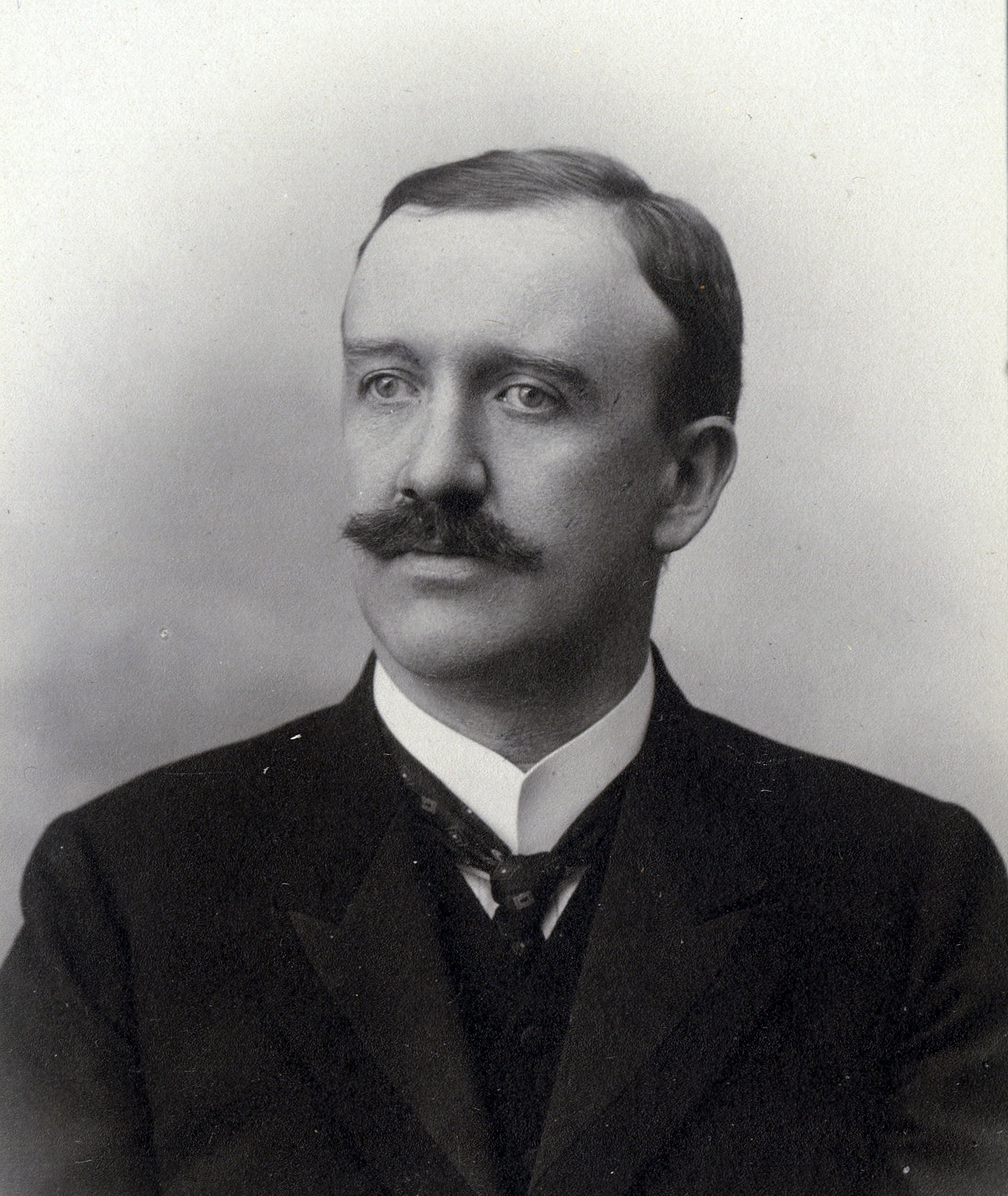
Friedrich Hasenöhrl va tenir una gran influència sobre el desenvolupament del jove Erwin com a científic.

Erwin va aprovar els exàmens finals amb molt bona nota i a la tardor de 1906 va ingressar a la Universitat de Viena, on va decidir d'estudiar matemàtiques i física. Una de les grans influències sobre la formació de Schrödinger com a científic va ser la de Franz Exner, que era professor de física i donava gran importància a les qüestions metodològiques i filosòfiques de la ciència. L'interès d'Erwin pels problemes de la física teòrica va ser despertat per Friedrich Hasenöhrl, successor de Ludwig Boltzmann al departament de física teòrica de la universitat. Va ser gràcies a Hasenöhrl que el futur científic va descobrir els problemes i dificultats als quals s'enfrontava la física clàssica. A la universitat, Schrödinger va aprendre la metodologia de la física matemàtica, però la seva tesi va tractar un tema experimental. La tesi estudiava la influència de la humiditat sobre les propietats elèctriques dels materials aïllants (vidre, banús, ambre…) i va ser escrita sota la tutela d'Egon Schweidler, del laboratori d'Exner. El 20 de maig de 1910, després de defensar la tesi i passar un examen oral, Schrödinger es va doctorar en física teòrica.

### Inicis de la carrera científica (1911-1921)
Per l'octubre del 1911, després de passar un any de servei militar a l'exèrcit austríac, Schrödinger va tornar al seu antic institut de física com a assistent d'Exner. Hi va fer classes de física i va participar en experiments duts a terme al laboratori d'Exner. El 1913, Schrödinger va sol·licitar esdevenir Privatdozent i, després de complir els requisits pertinents (publicar un article científic, fer classes magistrals de prova...), a principis del 1914 el Ministeri va aprovar la seva petició i li va concedir l'habilitació. La Primera Guerra Mundial va posposar el començament de la carrera pedagògica de Schrödinger. El jove físic va servir com a oficial d'artilleria a les zones relativament pacífiques del front del sud-est d'Àustria, a Raibl, Komárom i Prosecco, a l'àrea de Trieste. El 1917 va esdevenir professor de meteorologia a l'acadèmia d'oficials de Wiener Neustadt. Els seus horaris li deixaven prou temps per llegir la bibliografia professional i treballar en problemes científics.

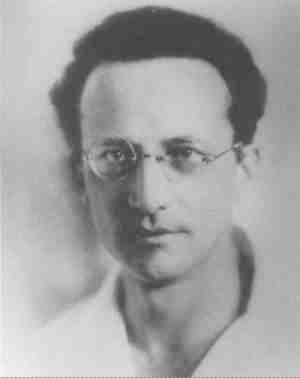
El jove Schrödinger

Al novembre del 1918, Schrödinger va tornar a Viena. Poc després va rebre una oferta per esdevenir catedràtic de física teòrica a la Universitat de Txernivtsí. Tanmateix, després del col·lapse de l'Imperi Austrohongarès, la ciutat quedava en un altre país, de manera que va rebutjar l'oferta. La difícil situació econòmica, el seu migrat sou i la fallida del negoci familiar el van obligar a cercar una nova feina, encara que fos a l'estranger. Li va sorgir una oportunitat el 1919, quan Max Wien, cap de l'Institut de Física de la Universitat de Jena, el va convidar a esdevenir assistent de professor de física teòrica. L'austríac va acceptar l'oferta de tot cor i a l'abril del 1920 es va traslladar a Jena, just després de casar-se amb Annemarie Bertel el dia 6 d'aquell mes. Tanmateix, només s'hi va quedar quatre mesos, ja que al setembre se'n va anar a Stuttgart per ser el professor extraordinari de física de l'Alta Escola Tècnica de la ciutat (actualment la Universitat de Stuttgart). Tot i l'alta inflació, li van oferir un gran augment de sou. Tanmateix, ben aviat altres institucions li van començar a oferir condicions encara millors i el càrrec de catedràtic de física teòrica, incloent-hi les universitats de Wrocław, Kiel, Hamburg i Viena. Schrödinger es va decantar per la primera i va abandonar Stuttgart després de mig any. A Wrocław va treballar durant la temporada estival, però al final va tornar a canviar d'ocupació, aquesta vegada per esdevenir cap del prestigiós Departament de Física Teòrica de la Universitat de Zúric.

### Zuric - Berlín (1921-1933)
Schrödinger va anar a viure a Zúric a l'estiu del 1921. La vida a Suïssa li va resultar més estable. El científic va practicar l'esquí i l'alpinisme a les muntanyes, que oferien moltes oportunitats de recreació. Les seves relacions amb Peter Debye, Paul Scherrer i Hermann Weyl, que treballaven a la Politècnica de Zúric, no gaire lluny, van afavorir la creativitat científica de Schrödinger. El seu temps a Zuric va ser enfosquit per una malaltia greu el 1921 i 1922. Li van diagnosticar tuberculosi i es va haver de passar nou mesos recuperant-se a Arosa, als Alps suïssos. En termes de creativitat, els anys a Zuric van ser els més fructífers i Schrödinger hi va escriure la seva obra clàssica sobre mecànica ondulatòria. Se sap que Weyl li va servir de gran ajut a l'hora de resoldre'n les dificultats matemàtiques.
El 1926 publica un article titulat Quantisierung als Eigenwertproblem a la prestigiosa revista Annalen der Physik sobre la quantització del problema dels vectors propis de la mecànica d'ones que esdevindria l'equació de Schrödinger. La notorietat que va generar la seva obra innovadora va fer que Schrödinger esdevingués un dels principals candidats al prestigiós càrrec de catedràtic de Física Teòrica a la Universitat de Berlín, que havia quedat vacant després de la dimissió de Max Planck. Després del refús d'Arnold Sommerfeld i de superar dubtes sobre si valia la pena abandonar Zuric, Schrödinger va acceptar l'oferta i va començar a treballar al seu nou càrrec a l'octubre de 1927.

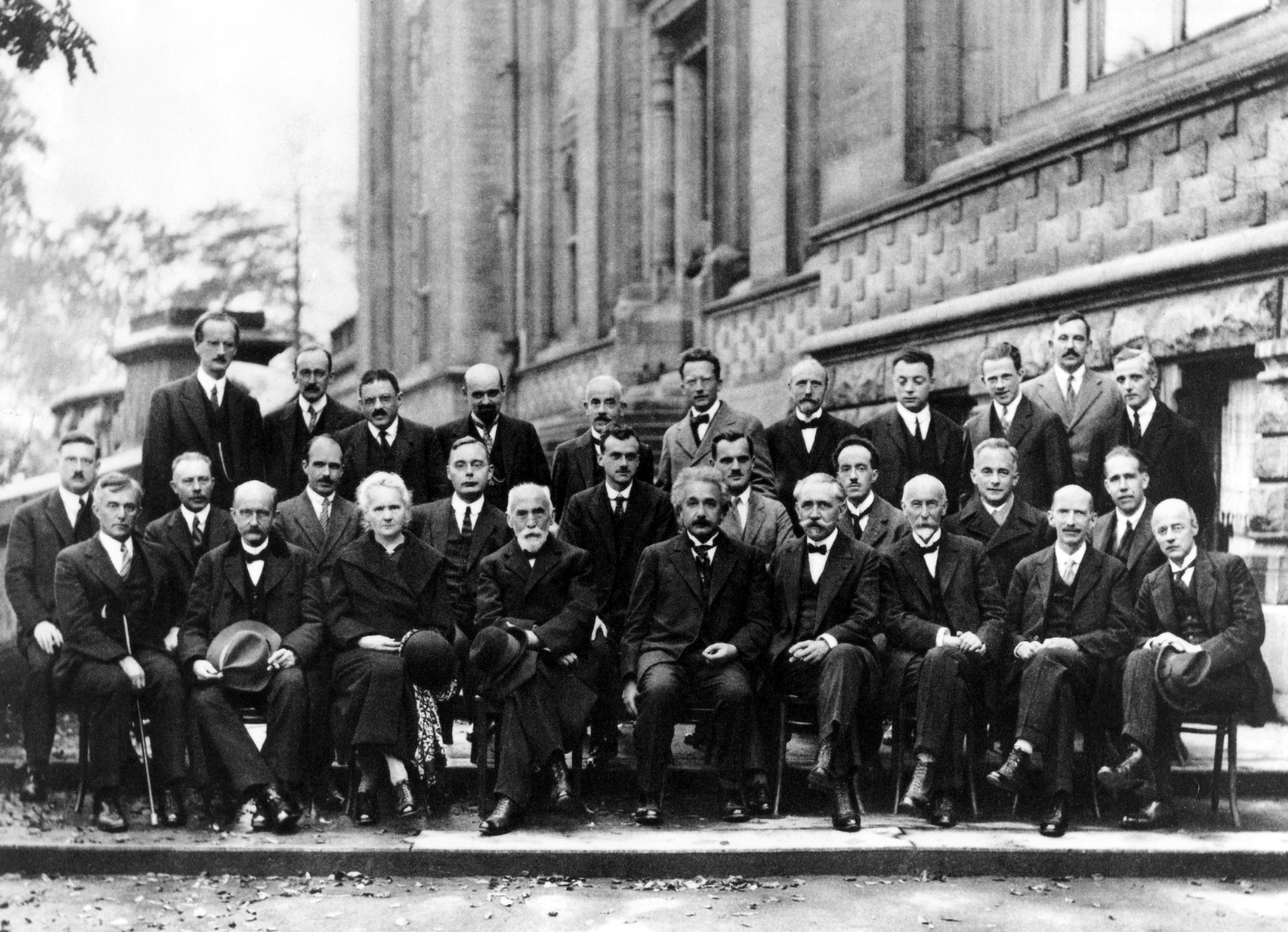
Cinquena Conferència Solvay (1927). Es pot veure Erwin Schrödinger enmig de la fila superior.

A Berlín, el físic austríac hi va trobar amics i aliats que compartien la seva visió conservadora de la mecànica quàntica i no reconeixien la interpretació de Copenhaguen, incloent-hi el mateix Max Planck, Albert Einstein i Max von Laue. A la Universitat, Schrödinger va ensenyar diverses disciplines de la física, va encarregar-se de seminaris i va moderar col·loquis de física, però en general no atreia gaire atenció, cosa que resultava evident pels pocs estudiants que tenia. En paraules de Victor Weisskopf, que va treballar durant un temps com a assistent de Schrödinger, Erwin "feia el paper de foraster a la universitat".
El mateix any 1927 va assistir al Vè Congrés Solvay, dedicat a l'estructura i les propietats del nucli atòmic, que es va desenvolupar a la Universitat Lliure de Brussel·les.

### Oxford - Graz - Gant (1933-1939)
Schrödinger va descriure el temps que havia passat a Berlín com "els anys meravellosos durant els quals vaig ensenyar i aprendre". Aquest període va concloure el 1933, amb l'arribada de Hitler al poder. A Schrödinger no li agradava gens el nazisme, però no ho va expressar mai en públic, per no implicar-se en política. Tanmateix, en aquella època era gairebé impossible de mantenir-se apolític a Alemanya.
Per tal de no romandre sota l'autoritat d'un règim antisemita, va decidir d'abandonar Alemanya. El mateix Schrödinger va explicar la seva sortida del país dient que "no puc sofrir que els polítics m'assetgin". El físic britànic Frederick Lindemann (que més endavant esdevindria Lord Cherwell), que estava de visita a Alemanya, el va convidar a acompanyar-lo al Magdalen College de la Universitat d'Oxford. Erwin i la seva dona van sortir de vacances al Tirol del Sud, des d'on van passar directament a Oxford. Poc després d'arribar-hi, va descobrir que havia estat guardonat amb el Premi Nobel de Física, juntament amb Paul Dirac, "pel descobriment de noves formes productives de la teoria atòmica".
A la seva autobiografia, escrita per a aquesta ocasió, Schrödinger resumia així la seva manera de pensar:
| «                   | En la meva feina d'investigació, així com en la vida en general, mai no m'he compromès amb el pensament prevalent ni he seguit les opinions establertes des de fa temps. Em costa treballar en equip, fins i tot, malauradament, amb els estudiants, tot i que la meva obra mai no ha estat completament independent, ja que el meu interès en una matèria depèn de l'interès que hi mostra algú altre. No solc dir la primera paraula, sinó l'última, ja que la meva motivació és habitualment un desig de protestar o arreglar els problemes... | » |
| — Erwin Schrödinger | |   |

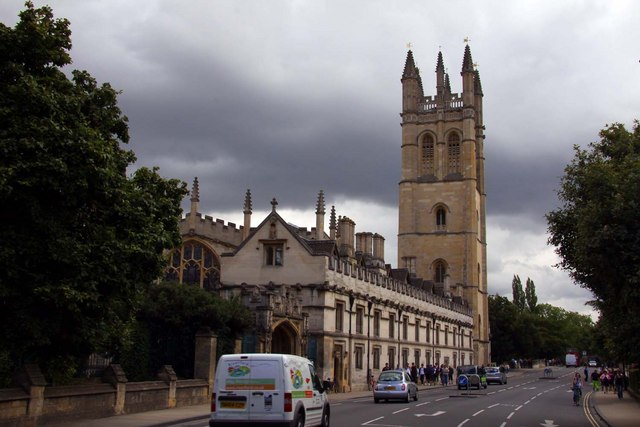
El Magdalen College a Oxford

El seu càrrec al Magdalen College d'Oxford no comportava feina docent. Com altres estrangers, rebia diners d'Imperial Chemical Industries. Tanmateix, mai no va arribar a acostumar-se al caràcter específic de la que era una de les universitats més antigues d'Anglaterra. Un dels motius era que Oxford se centra principalment en lletres i teologia, amb poc interès per la física teòrica, cosa que feia que el científic se sentís incòmode amb el seu alt càrrec i gran sou, que de vegades li semblava una almoina. Un altre aspecte que no li agradava era la vida pública, plena de convencions i formalitats que, segons ell, li restringien la llibertat. La situació era encara més complicada a causa de la seva vida personal i familiar no convencional (vivia amb dues dones), que va causar un escàndol als cercles religiosos d'Oxford. En particular, Schrödinger va tenir un conflicte amarg amb el catedràtic d'anglès i literatura Clive Staples Lewis. Tots aquests problemes, juntament amb la fi de les subvencions per a científics immigrants a principis de l'any 1936, van forçar Schrödinger a estudiar diferents opcions per continuar la carrera en un altre lloc que no fos Oxford.
El 1934 va fer un lectorat a la Universitat de Princeton on li proposen una plaça permanent que no va acceptar. Està a punt d'anar a la Universitat d'Edimburg, però el seu visat expira i el 1936 accepta el càrrec de catedràtic de Física Teòrica a la Universitat de Graz, a Àustria.
L'estada de Schrödinger al seu país natal no va durar gaire. Al març del 1938 es va produir l'Anschluss, o annexió d'Àustria per part de l'Alemanya nazi. Schrödinger va començar a tenir problemes a causa de la seva fugida de Berlín el 1933 i les seves posicions polítiques contràries al nazisme. Per això, seguint els consells del rector de la universitat, en un primer moment va publicar un escrit al Tagespost retractant-se de la seva oposició al nazisme (després es penediria d'haver-ho fet, tal com va reconèixer a Einstein), cosa que li va valer ferotges crítiques per part dels seus col·legues expatriats. Aquest fet, tanmateix, no va ser prou perquè els nazis oblidessin l'ofensa i va ser destituït per la universitat per manca de fiabilitat política. Va patir assetjament i va rebre instruccions de no abandonar Àustria. Schrödinger, tement que ja s'hauria quedar per força, sortí ràpidament d'Àustria cap a Roma (puix que en aquell temps, la Itàlia feixista era l'únic país al qual podien viatjar els ciutadans del Tercer Reich sense necessitat d'un visat). Aleshores, ja havia cultivat una relació amb el primer ministre irlandès Éamonn de Valera, matemàtic de formació, i va pensar a establir un anàleg de l'Institut d'Estudis Avançats de Princeton a Dublín.
Des de Roma va passar a la Universitat d'Oxford i a la de Gant.

### Dublín - Viena (1939-1961)
El 1940 va rebre una invitació per ajudar a la creació del que seria el Dublin Institute for Advanced Studies (l'Institut Irlandès d'Estudis Avançats), promogut pel taoiseach (Primer Ministre) Éamonn de Valera. Es va traslladar a Irlanda, s'establí a Dublín, al suburbi de Clontarf, i esdevingué el director de l'Escola de Física Teòrica (School for Theoretical Physics). Va romandre a Irlanda durant 17 anys i va adquirir la nacionalitat irlandesa. Durant la seva estada a Dublín va escriure més de 50 publicacions sobre diversos temes, des de la biologia (What is life, 1944), a la història de la ciència (Nature and the Greeks, 1954) passant per les seves aproximacions a una teoria unificada de totes les forces fonamentals (de vegades coneguda sota el nom de teoria del tot) (Space-Time Structure, 1950).

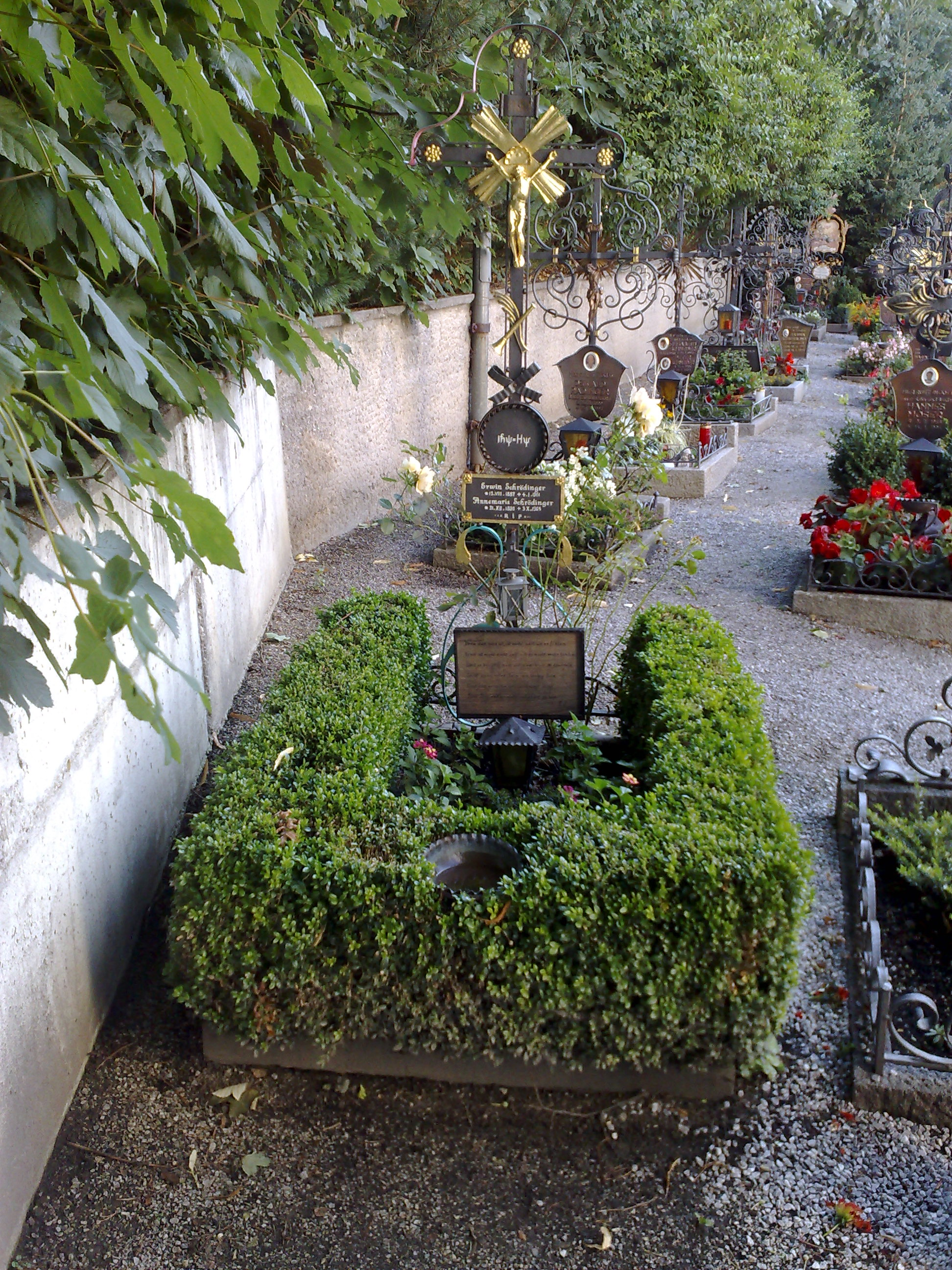
Tomba de Schrödinger a Alpbach (Tirol).

Schrödinger va restar a Dublín fins a la seva jubilació el 1955. Durant la seva estada va continuar relacionant-se amb diferents dones, incloses algunes estudiants, relacions considerades escandaloses, de les quals li van néixer dues filles. El 1956 va retornar a Viena. Els darrers anys de la seva vida els va dedicar a la física matemàtica, la relativitat general i la teoria del tot; però el seu últim llibre Meine Weltansicht (La meva visió del món) del 1961 el va dedicar a la seva visió de la metafísica.
Schrödinger morí el 4 de gener de 1961 a la ciutat de Viena, a conseqüència de la tuberculosi a l'edat de 73 anys, i va ser enterrat al poble d'Alpbach al Tirol.

### Què és la vida?
El 1944 va publicar en anglès un petit volum titulat Què és la vida? (What is life?), resultat d'unes conferències divulgatives. Aquesta obra menor ha tingut gran influència sobre el desenvolupament posterior de la biologia. Va aportar dues idees fonamentals:
1. Primer, que la vida no és aliena ni s'oposa a les lleis de la termodinàmica, sinó que els sistemes biològics conserven o amplien la seva complexitat exportant l'entropia que produeixen els seus processos (vegeu neguentropia).
2. Segon, que la química de l'herència biològica, en un moment en què no se'n coneixia la dependència dels àcids nucleics o les proteïnes, s'ha de basar en un «vidre aperiòdic», contrastant la periodicitat exigida a un vidre amb la necessitat d'una seqüència informativa. Segons les memòries de James Watson, DNA, The Secret of Life, el llibre de Schrödinger de 1944 What's Life? va inspirar-lo per a investigar els gens, fet que el va acabar portant al descobriment de l'estructura de doble hèlix de l'ADN.[21]

## Recerca científica
El 1926 va formular la seva famosa equació de Schrödinger, que -tot i arribar una mica més tard que la Matrizenmechanik (la Mecànica matricial) de Werner Heisenberg- és un dels fonaments de la mecànica quàntica. Schrödinger va utilitzar equacions diferencials per descriure com canvia l'estat quàntic d'un sistema físic al llarg del temps, aquesta aportació li va reportar fama mundial i li valdre el Premi Nobel de Física de 1933 (conjuntament amb el físic britànic Paul Dirac). En una famosa sèrie d'articles a la revista científica Annalen der Physik Schrödinger va demostrar l'equivalència de la seva formulació amb la mecànica matricial de Heisenberg, Born i Pascual Jordan.
El 1935, després d'una extensa correspondència amb el seu amic Albert Einstein, va proposar i publicar l'experiment mental conegut com el gat de Schrödinger amb la intenció d'il·lustrar els problemes de la interpretació de Copenhaguen de la mecànica quàntica quan s'intenta aplicar a la descripció de fenòmens a escala macroscòpica.
Schrödinger va fer aportacions importants en el camp del color, el treball d'Ernst Mach el va portar a la teoria de la visió o percepció del color, un camp en el qual va esdevenir un expert reconegut. També va fer estudis de colorimetria, va estudiar diferents espais de color del model CIE 1931 (CIE XYZ) de la Comissió Internacional d'Il·luminació. Atès que la mescla additiva dels colors segueix les normes de l'addició vectorial, va representar els colors com a vectors.

## Reconeixements
- El 1933 rep el Premi Nobel de Física
- El 1937 rep la Medalla Max Planck
- El 1949 esdevé membre de la Royal Society de Londres
- El 1983 el Banc d'Àustria va emetre un bitllet de 1000 xílings dedicat a Schrödinger.
- En honor seu es batejà amb el seu cognom l'asteroide (13092) Schrödinger descobert el 24 de setembre de 1992 per Freimut Börngen i Lutz D. Schmadel.
- El 1999 L'Acadèmia de Ciències d'Àustria va crear el Premi Erwin Schrödinger (Erwin-Schrödinger-Preis).

## Llegat
Les qüestions filosòfiques que planteja el gat de Schrödinger encara es debaten actualment. Aquest experiment mental ha esdevingut la seva contribució més perdurable a la ciència popular, mentre que l'equació de Schrödinger és la seva contribució més durable en un àmbit més tècnic. El 1993 es va fundar a Viena l'Institut Internacional de Física Matemàtica Erwin Schrödinger.

## En la cultura popular
N'Schrödinger i el seu gat són un tema recurrent a la sèrie The Big Bang Theory. El tema sorgeix per primera vegada quan en Sheldon intenta explicar aquesta teoria a la Penny com un exemple per ajudar-la a decidir si ha de sortir o no amb el seu amic Leonard. A partir d'aquí la teoria del gat s'esmenta diverses vegades i es fa servir sovint per fer bromes.